# Архангельская ТЭЦ
Архангельская ТЭЦ — крупнейшая электростанция (теплоэлектростанция) Архангельской области.
Функционирует в неценовой зоне оптового рынка электрической энергии и мощности. Является основным источником тепловой энергии в системе централизованного теплоснабжения Архангельска.
Владельцем является ОАО «Территориальная генерирующая компания № 2» (ТГК-2).

## Технические характеристики
Состав оборудования ТЭЦ:
- шесть паровых турбин общей электрической мощностью 450 МВт:
  - ст. № 1 и 2 — ПТ-60-130/13,
  - ст. № 3 и 4 — Т-50/60-130,
  - ст. № 5 — Т-100/120-130,
  - ст. № 6 — Т-110/130;
- шесть котлоагрегатов типа ТГМ-84 «Б» паропроизводительностью по 420 т/ч каждый;
- три водогрейных котла КВГМ-180-150-2 по 180 Гкал/ч.

Технологическое исполнение — станция с поперечными связями.
Основным видом топлива для станции является природный газ, резервным — мазут. Перевод станции на сжигание газа существенно сократил выбросы загрязняющих веществ в атмосферу (с 39,0 тыс. т в 2011 году до 3,4 тыс. т в 2013 году, значительно снизились выбросы сернистого ангидрида).

## История
- 23 ноября 1964 — начато строительство, под управлением Ленинградского треста «Севэнергострой», позднее треста «Главархангельскстрой».
- Сентябрь 1970 — Государственная комиссия подписала Акт о приёме в эксплуатацию первого блока Архангельской ТЭЦ, мощностью 60 МВт.
- 1971 — начало работы первой тепломагистрали от ТЭЦ до Привокзального микрорайона протяжённостью 5 км, ввод 2-го и 3-го энергоблока.
- 1972 — вводится мазутное хозяйство и химводоочистка.
- Январь 1975 — в работу был введён турбогенератор 5 мощностью 110 МВт.
- 1979 — в эксплуатацию приняли турбогенератор 6, энергетические котлы 5 и 6, водогрейные котлы 1, 2 и 3 с тепловой производительностью 180 Гкал/час каждый.
- В середине 1980-х начато строительство второй очереди.
- В 1990-х годах в тяжёлый экономический период из-за проблем с поставками мазута на станцию в зимнее время года город Архангельск регулярно лишался нормального отопления и вводились «веерные отключения».

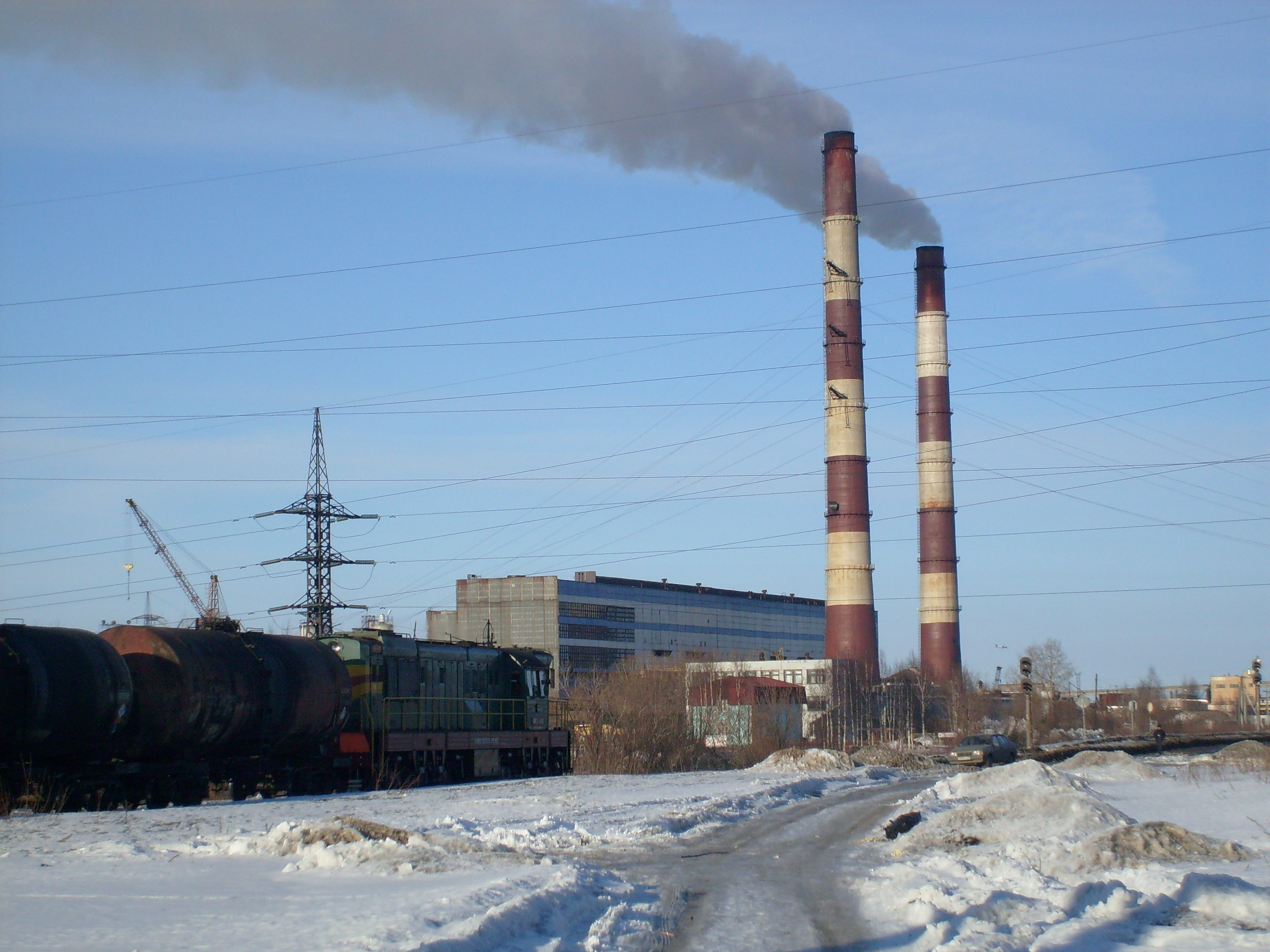
ТЭЦ зимой, локомотив доставляет мазут на станцию; одна из дымовых труб использована в качестве опоры ЛЭП

- апрель 2011 года 4 котлоагрегата работают на природном газе, январь 2012 года 6 котлоагрегатов и 1 водогрейный котёл работают на природном газе.

## Дополнительные факты
Одна из труб служит также опорой ЛЭП. Подобными примерами также являются Конаковская ГРЭС (Конаково, Тверская область), Выборгская ТЭЦ (Санкт-Петербург), Каширская ГРЭС (г. Кашира, Московская область), Ириклинская ГРЭС (пос. Энергетик, Оренбургская область).